# 너에게 100퍼센트/후리소데이션
〈너에게 100퍼센트/후리소데이션〉(일본어: キミに100パーセント/ふりそでーしょん キミにひゃくパーセント/ふりそでーしょん[*])은 캬리 파뮤파뮤의 4번째 싱글이다. 2013년 1월 30일에 워너 뮤직 재팬에서 초회한정반(포토북 사양), 통상반初A, “통상반B 신짱(한국명은 신짱구) 버전”의 3형태로 발매됐다.
너에게 100퍼센트는 2012년 10월 19일부터 크레용 신짱의 오프닝으로 4년째 사용되고 있으며, 역대 오프닝 중 흔들흔들 DE-O! 다음으로 2번째로 길다.

## 수록곡
- 전체 작사 · 작곡 · 편곡: 나카타 야스타카

1. 너에게 100%퍼센트(キミに100パーセント) [3:20]
  - TV 아사히계 애니메이션 《크레용 신짱》(한국명은 짱구는 못말려) 주제가
2. 후리소데이션(ふりそでーしょん) [4:04]
  - TV 도갓치 마메시바파뮤파뮤 CM 송
3. CANDY CANDY (extended mix) [5:15]
4. 너에게 100퍼센트 (애니메이션 버전)(キミに100パーセント （アニメバージョン）) [1:07]　※통상반B 신짱 버전에만 수록